# توم كارين
توم كارين (بالإنجليزية: Tom Karen)‏ هو مهندس بريطاني، ولد في القرن العشرين في فيينا في النمسا.